# Трактат о гармонии, сведённой к её природным началам
Трактат о гармонии, сведённой к её природным началам (фр. Traité de l’harmonie réduite à ses principes naturels) ― трактат по теории музыки, написанный Жаном-Филиппом Рамо и впервые опубликованный в Париже в 1722 году Жаном-Батистом Кристофом Балларом. Эта работа, отразившая фундаментальные принципы гармонии и композиции, внесла значительный вклад в развитие европейской музыки XVIII века; благодаря своему трактату Рамо обрёл репутацию самого образованного музыканта своего времени.
В книгах, составляющих трактат, обобщены усилия автора сделать музыку наукой и в некоторой степени стандартизировать её правила, в то время как до создания трактата музыка рассматривалась в первую очередь как искусство. Рамо следует принципам, изложенным в работах его предшественников, таких как Джозеффо Царлино (Le istitutioni harmoniche) и Рене Декарт (Compendium musicæ), и упорядочивает между собой разрозненные понятия, появившиеся до него в теории музыки, в целях сближения гармонии с математикой. Фундаментом теории Рамо является природа музыки и её сущность, которая позволяет утверждать, что мелодия исходит только из гармонии.
Трактат описывает и исследует способы написания музыки на основе тональной системы, используемой в современной автору классической музыке. Помимо этого, в нём излагаются закономерности, позволяющие достичь гармоничного звучания в мажорном и минорном ладах на основе звуков 12-ступенчатой гаммы. Автор выявляет принцип эквивалентности октав, формулирует и даёт объяснение понятиям основного тона и обращений аккордов. Таким образом, Рамо в данном трактате закладывает основы классической гармонии способами, которые больше не являлись эмпирическими.
Данный трактат разделён на четыре книги:
- Книга I. Взаимосвязь между гармоническими соотношениями и пропорциями.
- Книга II. О природе и свойствах аккордов; и обо всём, что может сделать музыку совершенной.
- Книга III. Принципы композиции.
- Книга IV. Принципы аккомпанемента.

На момент написания трактата Рамо ещё не был знаком с работами Жозефа Совёра, касающихся темы гармонии. Несколько лет спустя композитор увидит в них яркое подтверждение своей теории, что в итоге приведёт к публикации дополнительного трактата «Происхождение гармонии» (фр. Génération harmonique, 1737), адресованного членам Академии наук.